# アンナ・エシポワ
アンナ・ニコライェヴナ・エシポヴァ（ロシア語: А́нна Никола́евна Е́сипова, 英語: Anna Yesipova, 1851年2月12日 – 1914年8月18日）は、ロシア帝国のピアニスト・音楽教師。

## 略歴
ペテルブルク音楽院でテオドール・レシェティツキーに師事する。1871年にペテルブルクで初舞台を踏むと、とりわけ苦労を感じさせない超絶技巧と歌うような音色に対して、熱狂的な評価を受け、ピョートル・チャイコフスキーやフランツ・リストといった芸術家からも称賛された。その後、演奏旅行に赴き、まずはロシア国内を、次いで1875年にヨーロッパの諸都市を廻り、1876年にはアメリカ合衆国を訪れて称賛を浴びた。
アメリカではファニー・ブルームフィールドの演奏を聴いて、レシェティツキーに入門するように助言している。1880年に旧師レシェティツキーと結婚して、アネット・エシポフ＝レシェティツキー（Annette Essipow-Leschetizky）と名乗るもやがて離婚した。2人の間に生まれた娘テレーゼ（Therese、1873-1956）は声楽家となった。
1885年にプロイセン宮廷ピアニストに任命され、激しい情熱と詩的な解釈とが美点として称賛された。
1893年から1908年までペテルブルク音楽院ピアノ科教授に就任して、レオニード・クロイツァーやトマス・ド・ハルトマン、イサベッラ・ヴェンゲーロヴァ、アレクサンドル・ボロフスキー、セルゲイ・プロコフィエフ、マリヤ・ユーディナ、レオ・オルンスタインらを養成した。
エシポワは、当時流行していた神智学協会とたびたび交流した。

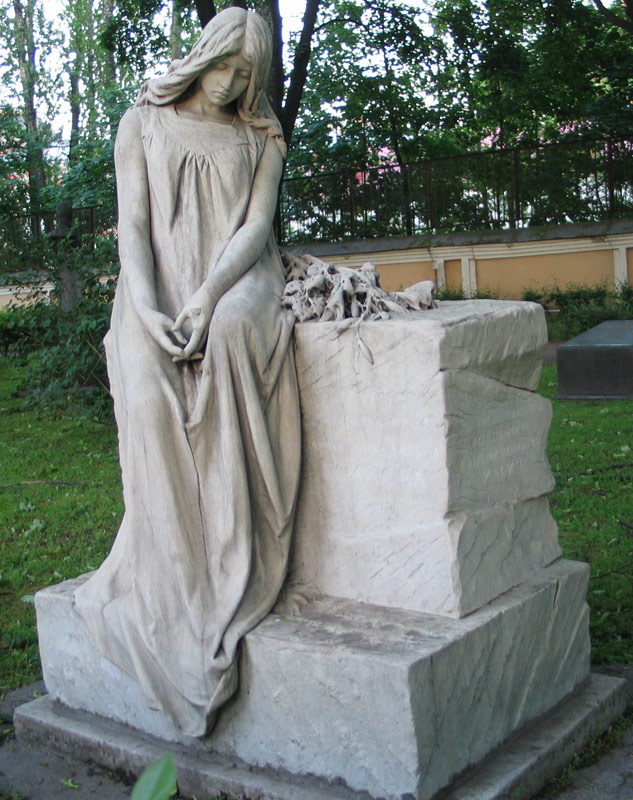
アレクサンドル・ネフスキー大修道院附属墓地のエシポワの墓

## ローマ字への転写例
- 姓名ともそのままの転写
  - Anna Esipova
  - Anna Essipova
  - Anna Yesipova
  - Anna Jessipowa
- 名前が西欧風で姓はロシア語式（女性語形）
  - Annette Essipova
- 姓名とも西欧式（姓は女性変化しない）
  - Annette Essipoff
  - Annetta Essipoff
  - Annette von Essipow